# 고흥 도천리 지석묘군
고흥 도천리 지석묘군(高興 道川里 支石墓群)은 대한민국 전라남도 고흥군 과역면에 있는 선사시대의 고인돌이다. 1995년 12월 26일 전라남도의 문화재자료 제197호로 지정되었다.

## 개요
지석묘는 청동기시대의 대표적인 무덤으로 고인돌이라도 부르며, 주로 경제력이 있거나 정치권력을 가진 지배층의 무덤으로 알려져 있다.
우리나라 고인돌은 4개의 받침돌을 세워 돌방을 만들고 그 위에 거대하고 평평한 덮개돌을 올려 놓은 탁자식과, 땅속에 돌방을 만들고 작은 받침돌을 세운 뒤 그 위에 덮개돌을 올린 바둑판식으로 구분된다.
전라남도 고흥군 과역면 도척리 월악산 줄기자락의 나즈막한 구릉에 길을 사이에 두고 남북으로 고인돌이 밀집해 있다. 북쪽에는 13기 중 현재 8기가 남아 있는데, 이중 큰 것은 길이 2.8m, 너비 2.35m이다.
남쪽에는 37기의 고인돌이 무질서하게 배치되어 있으며 훼손된 것도 있다. 전체적으로 능선을 따라 4열을 이루고 규모가 큰 것들이 열의 가운데에 있다. 규모는 3m 이상의 것이 2기, 2∼3m의 소형이 17기, 나머지는 그 이하의 것들이다. 이곳의 고인돌은 보존상태가 양호하고 주변에서 토기조각 등이 발견되고 있다.

## 참고 문헌
- 고흥도천리지석묘군 - 국가유산청 국가유산포털